# Astafjord
Der Astafjord ist eine etwa 40 km lange Meerenge im norwegischen Fylke (Provinz) Troms. Er trennt die Inseln Andørja und Rolla vom norwegischen Festland und liegt verwaltungstechnisch in den fünf Kommunen Ibestad im Norden und Tjeldsund, Gratangen, Lavangen und Salangen auf dem Festland im Süden.
Der Astafjord ist ein Sund und verläuft vom südlichen Ende des Vågsfjords im Westen südlich an den beiden Inseln Rolla und Andørja vorbei nach Nordosten bis zum Salangen, der mit seinem 8 km langen Ausläufer Sagfjord weit ins Gemeindegebiet von Salangen hineinreicht. 
Unterwegs zweigen vier Fjorde bzw. Sunde vom Astafjord ab: auf der Nordseite der Sund Bygda zwischen den Inseln Rolla und Andørja; auf der Südseite die nach Süden bzw. Südosten führenden Grovfjord (in Tjeldsund), Gratangen (in Gratangen) und Lavangen (in Lavangen und Salangen). An seinem nordöstlichen Ende, wo der Mjøsund nach Norden abzweigt, geht der Astafjord in den nach Nordosten führenden Salangen über. 